# Aire d'attraction de Pauillac
L'aire d'attraction de Pauillac est un zonage d'étude défini par l'Insee pour caractériser l’influence de la commune de Pauillac sur les communes environnantes. Publiée en octobre 2020, elle se substitue à l'aire urbaine de Pauillac, qui se composait d'une commune dans le zonage de 2010.

## Définition
L'aire d'attraction d'une ville est composée d’un pôle, défini à partir de critères de population et d’emploi ainsi que d’une couronne constituée des communes dont au moins 15 % des actifs travaillent dans le pôle. Le pôle d’attraction constitue ainsi un point de convergence des déplacements domicile-travail,.

## Type et composition
L’aire d'attraction de Pauillac est une aire intra-départementale qui comporte 5 communes dans la Gironde.
Elle est catégorisée dans les aires de moins de 50 000 habitants, une catégorie qui regroupe 16,5 % de la population de Nouvelle-Aquitaine et 12,2 % au niveau national.

### Carte

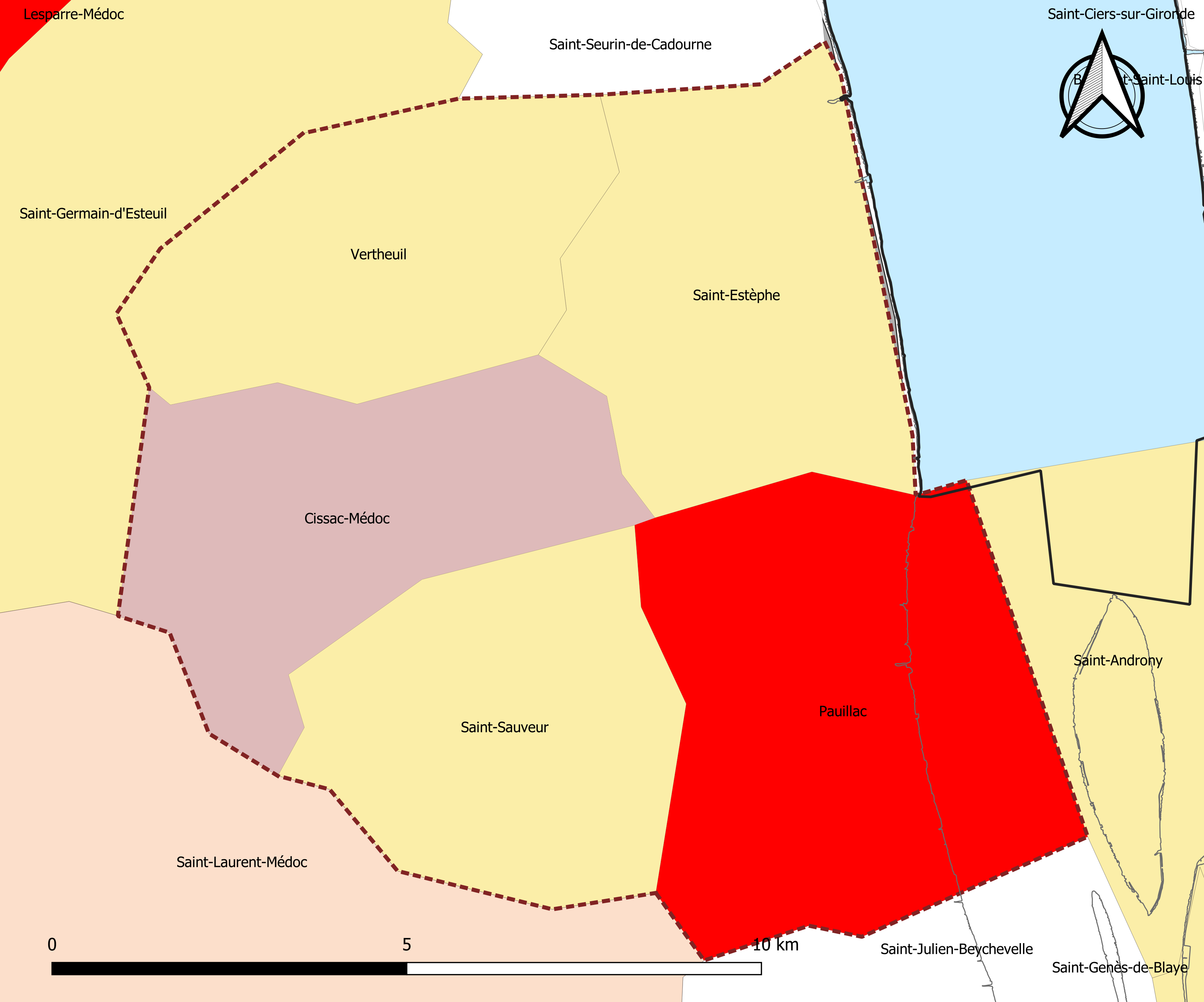
Carte de l'aire d'attraction de Pauillac.
Commune-centre
Commune du pôle principal
Commune de la couronne

### Composition communale
| Nom                       | Code Insee | Département | Statut                    | Superficie (km2) | Population (dernière pop. légale) | Densité (hab./km2) | Modifier                                    |
| ------------------------- | ---------- | ----------- | ------------------------- | ---------------- | --------------------------------- | ------------------ | ------------------------------------------- |
| Pauillac (commune-centre) | 33314      | Gironde     | commune-centre            | 22,74            | 5 165 (2022)                      | 227                | modifier les données · modifier les données |
| Cissac-Médoc              | 33125      | Gironde     | commune du pôle principal | 23,62            | 2 310 (2022)                      | 98                 | modifier les données · modifier les données |
| Saint-Estèphe             | 33395      | Gironde     | commune de la couronne    | 23,54            | 1 629 (2022)                      | 69                 | modifier les données · modifier les données |
| Saint-Sauveur             | 33471      | Gironde     | commune de la couronne    | 21,89            | 1 262 (2022)                      | 58                 | modifier les données · modifier les données |
| Vertheuil                 | 33545      | Gironde     | commune de la couronne    | 21,94            | 1 308 (2022)                      | 60                 | modifier les données · modifier les données |